# タイレル・ジェンキンス
タイレル・デオン・ジェンキンス（Tyrell Deon Jenkins, 1992年7月20日 - ）は、アメリカ合衆国・テキサス州ラスク郡ヘンダーソン出身の元プロ野球選手（投手）。右投右打。

## 経歴

### プロ入りとカージナルス傘下時代
2010年のMLBドラフト1巡目追補（全体50位）でセントルイス・カージナルスから指名され、8月13日に契約。契約後は傘下のアパラチアンリーグのルーキー級ジョンソンシティ・カージナルスでプロデビュー。2試合に先発登板して防御率0.00・2奪三振の成績を残した。
2011年はルーキー級ジョンソンシティでプレーし、11試合に先発登板して4勝2敗・防御率3.86・55奪三振の成績を残した。オフの9月16日にベースボール・アメリカが選ぶルーキー級オールスターチームに選出された。
2012年はA級クァッドシティズ・リバーバンディッツでプレーし、19試合に先発登板して4勝4敗・防御率5.14・80奪三振の成績を残した。
2013年はまずA級ピオリア・チーフスで10試合に先発登板して4勝4敗・防御率4.74・36奪三振の成績を残した。6月にA+級パームビーチ・カージナルスへ昇格。A+級パームビーチでは3試合に先発登板して防御率4.50・6奪三振の成績を残した。8月に右肩の手術を行った。
2014年はA+級パームビーチでプレーし、13試合に先発登板して6勝5敗・防御率3.28・41奪三振の成績を残した。

### ブレーブス時代
2014年11月17日にジェイソン・ヘイワード、ジョーダン・ウォルデンとのトレードで、シェルビー・ミラーと共にアトランタ・ブレーブスへ移籍した。11月19日にブレーブスとメジャー契約を結び、40人枠入りした。
2015年、引き続きメジャーで投げる機会はなかったが、マイナー（AA級ミシシッピ・ブレーブス、AAA級グウィネット・ブレーブス）では25試合に先発で投げた。約140.0イニングで被本塁打を7本に抑え、本塁打を浴びる割合が低かった。8勝9敗と1つ負け越したが、防御率3.19・WHIP1.36というまずまずの成績を記録した。
2016年は開幕をAAA級グウィネットで迎えた。6月16日にメジャー初昇格を果たし、22日のマイアミ・マーリンズ戦でメジャーデビュー。メジャーでは先発とリリーフの両輪で起用され、計14試合に登板。防御率5.88・2勝4敗・WHIP1.69という成績のほか、奪三振率を上回る与四球率5.7を記録するなど、メジャーの壁に阻まれたシーズンだった。マイナーでは、17試合に登板・うち12試合に先発登板し、防御率2.47・9勝3敗・WHIP1.45と、まずまず好投した。

### レンジャーズ傘下・レッズ傘下時代
2016年12月8日にルーク・ジャクソンとのトレードで、ブレイディ・フェイグルと共にテキサス・レンジャーズへ移籍したが、21日にDFAとなり、23日にウェイバー公示を経てシンシナティ・レッズへ移籍した。

### パドレス傘下時代
2017年1月3日に再びウェイバー公示を経てサンディエゴ・パドレスへ移籍した。シーズンでは開幕から傘下のAAA級エル・パソ・チワワズでプレーしていたが、6月10日に40人枠外となった。7月20日にFAとなった。
これを最後に現役を引退した。

## 詳細情報

### 年度別投手成績
| 年 度    | 球 団    | 登 板 | 先 発 | 完 投 | 完 封 | 無 四 球 | 勝 利 | 敗 戦 | セ 丨 ブ | ホ 丨 ル ド | 勝 率 | 打 者 | 投 球 回 | 被 安 打 | 被 本 塁 打 | 与 四 球 | 敬 遠 | 与 死 球 | 奪 三 振 | 暴 投 | ボ 丨 ク | 失 点 | 自 責 点 | 防 御 率 | W H I P |
| -------- | -------- | ----- | ----- | ----- | ----- | -------- | ----- | ----- | -------- | ----------- | ----- | ----- | -------- | -------- | ----------- | -------- | ----- | -------- | -------- | ----- | -------- | ----- | -------- | -------- | ------- |
| 2016     | ATL      | 14    | 8     | 0     | 0     | 0        | 2     | 4     | 0        | 0           | .333  | 237   | 52.0     | 131      | 11          | 33       | 1     | 1        | 26       | 1     | 0        | 35    | 34       | 5.88     | 1.69    |
| MLB：1年 | MLB：1年 | 14    | 8     | 0     | 0     | 0        | 2     | 4     | 0        | 0           | .333  | 237   | 52.0     | 131      | 11          | 33       | 1     | 1        | 26       | 1     | 0        | 35    | 34       | 5.88     | 1.69    |

- 2016年度シーズン終了時

### 背番号
- 61（2016年）